# Montagu Toller
Montagu Henry Toller (Barnstaple, 2 februari 1871 - Meon Beach, 5 augustus 1948) was een Brits Cricketspeler. 
Toller won met het Britse ploeg de gouden medaille.

## Erelijst
- 1900 –  Olympische Spelen in Parijs team